# 빅토라스 쿨빈스카스
빅토라스 페테르 쿨빈스카스(리투아니아어: Viktoras Peter Kulvinskas, 1939년 2월 23일 ~ )는 리투아니아의 대체의학 종사자, 영양학자이자 작가이다.
보스턴에 기반을 둔 안 비그모레의 라이징 선 기독교 운동에 합류한후, 쿨빈스카스는 1960년대 후반에 미국의 건강 휴양지인 히포크라테스 보건소를 공동 창립했다.

## 작품
- 《21세기의 삶》
- 《21세기에서 살아남기》